# Лаутаро Мартинес
Лаутаро Хавиер Мартинес (на испански: Lautaro Javier Martínez) е аржентински футболист, нападател, капитан на италианският гранд Интер. Считан за един от най-добрите в света на позицията си, добре познат с позиционирането си в наказателното поле, комбинативният му стил на игра и завършващ удар. 
Мартинес започва футболната си кариера в родната Аржентина, дебютирайки като професионалист през 2015 г. в Расинг Клуб. Там прекарва 4 сезона, като вкарва 28 гола в 60 мача. През лятото на 2018 г. е трансфериран в италианският Интер, началото му при "нерадзурите" е трудно, но с течение на времето се утвърждава като важна и неизменна част от състава. През 2021 г. става Шампион на Италия, като това е първа титла за Интер след 11-годишна пауза.
На международно равнище кариерата му минава през различни юношески формации на Аржентина, представлява страната си по време на световното първенство до 20 г. през 2017 г. Първият му мач за мъжкия национален отбор е загуба от Испания през 2018 г. По-късно е включен в разширеният състав за Мондиал 2018, но в крайна сметка отпада от селекцията. 
На Световното първенство в Катар през 2022 г. играе в първите два мача от групата, но не се представя добре. На четвъртфинала срещу Нидерландия, Лаутаро вкарва решителната дузпа за 4:3 и праща аржентинците на полуфинал. На финала срещу Франция влиза като резерва в продълженията и става световен шампион с отбора.
Лаутаро Мартинес има най-голям принос за спечелването от Аржентина на Копа Америка през 2024 г., когато отбелязва решаващи голове в най-важните мачове за отбора. С победните голове срещу Чили и Перу в групата класира Аржентина за директните елиминации, а на финала срещу Колумбия вкарва единствения гол на мача в продълженията и спечелва купата с отбора.

## Кариера
Роден в Бая Бланка, Лаутаро следва стъпките на баща си, за да стане професионален футболист, като се присъединява към местната школа на Линиерс, с които играе до ниво U17. През 2013 г. той вкарва 13 гола в шампионата U17.

### Расинг Клуб
Формата на Мартинес на юношеско ниво привлича вниманието на временния треньор на Расинг Клуб Фабио Радаели, който впоследствие го привлича през януари 2014 г. Скоро след като се присъединява към клуба, Мартинес започва да изпитва носталгия към дома си и иска да се върне в родния си град. Той в крайна сметка е убеден от съотборника си Браян Мансила да остане, като вкарва 53 гола в 64 мача за резервния отбор на клуба. През 2015 г. се сключва сделка между Расинг Клуб и Реал Мадрид за трансфер на Мартинес, но той решава да остане в Аржентина. Бащата на Мартинес, Марио по-късно разкрива, че е избрал да остане с Расинг по това време, тъй като той не е готов да напусне. Неговият дебют в първенството е на 1 ноември 2015 г., когато той влиза като резерва на Диего Милито при победата с 3:0 над Крусеро дел Норте. На 17 април 2016 г. той е изгонен за първи път в кариерата си, след като получава два жълти картона в рамките на 5 минути при 2:2 с Архентинос Хуниорс. Той отбелязва първия си гол по-късно тази година, като вкарва при 1:1 с Клуб Атлетико Уракан през ноември.
След контузия на титулярния нападател Лисандро Лопес, Мартинес получава по-голяма роля за сезон 2016/17, отбелязвайки 9 гола в 23 поредни мача за кампанията. Той продължава да е титуляр през първата половина на следващия сезон, а през декември 2017 г. преминава медицински прегледи с Атлетико Мадрид в Ла Лига. Последват слухове, че Мартинес е подписал с Атлетико Мадрид, но Расинг Клуб по-късно съобщава, че си е подновил договора, който включва увеличена клауза за освобождаване. Те също така критикуват испанските си колеги, че са провели медицински прегледи с него без разрешение.
На 27 февруари 2018 г. отбелязва хеттрик срещу Крузейро в Копа Либертадорес, а мача завършва 4:2 за Расинг.
Същия месец, Мартинес е свързан с трансфер в италианския Интер, а на 5 май президентът на Расинг Клуб Виктор Бланко потвърждава, че трансферът е завършен. Бланко посочва, че Мартинес е готов да се присъедини към Интер за сезон 2018/19, но ще се опита да го задържи до декември 2018 г., за да може нападателят да продължи да участва в Копа Либертадорес.

### Интер
Интер официално подписва с Лаутаро Мартинес на 2 юли 2018 г., след като депозира договора му в лига Серия А. Сумата по трансфера е €22,7 милиона с петгодишен договор с клуба. Той прави своя неофициален дебют десет дни по-късно и вкарва в приятелски мач 3:0 над швейцарския клуб, ФК Лугано. Дебют в Серия А прави на 19 август, когато стартира първенството със загуба 0:1 от Сасуоло. Отбелязва първия си гол срещу Каляри Калчо, завършил 2:0 у дома на 29 септември.
Мартинес вкарва първия си гол в европейските клубни турнири на 14 февруари 2019 г. от дузпа, за да помогне на Интер да спечели срещу Рапид Виена в първия мач от 1/32-финалите на Лига Европа. След този мач той започва титуляр във всеки мач, печелейки от отстраняването на Мауро Икарди, поради лични причини. В първия си мач срещу градския съперник Милан, Мартинес първо асистира за гол с глава на Матиас Весино, преди да вкара дузпа през второто полувреме, помагайки на Интер да спечели с 3:2; Интер си връща третото място в Серия А.
На 2 октомври 2019 г. Мартинес вкарва първия си гол в Шампионската лига при поражението с 1:2 като гост от ФК Барселона в груповата фаза; той става първият играч след Роберто Бонинсеня през 1970 г., който отбелязва на Камп Ноу за Интер. По-късно в надпреварата, отбелязва дузпа при победата с 3:1 като гост срещу Славия Прага, Мартинес достига две постижения: той става едва четвъртият играч на Интер (след Ернан Креспо през 2002 г., Кристиан Виери през 2003 г. и Самуел Ето'о през 2010 г.) и петият аржентински играч (след Ернан Креспо през 2002 г., Лионел Меси в шест случая, Серхио Агуеро през 2019 г. и Есекиел Лавеци през 2013 г.), който отбелязва гол в четири последователни мача от Шампионската лига. На 17 август 2020 г. Мартинес вкарва гол при победата с 5:0 срещу Шахтьор Донецк, за да достигне до финала на Лига Европа през 2020 г. На 8 март 2022 г. Мартинес вкарва срещу ФК Ливърпул при победата с 1:0 на Анфийлд, отбелязвайки първия гол на Интер в елиминация в Шампионската лига от 3647 дни.
На 16 май 2023 г. вкарва единствения гол при победата с 1:0 над Милан в полуфиналния реванш от Шампионската лига, което осигурява победа с общ резултат 3:0 за Интер и класиране за финала за първи път от 2010 г. На 24 май, Мартинес отбелязва два гола при победата с 2:1 над Фиорентина, за да постигне втората си поредна Купа на Италия.
Мартинес започва сезон 2023/24, неговият шести в клуба като водещ нападател, макар и отново без партньора си Ромелу Лукаку, който се завръща в Челси след наем. Мартинес започва сезона с два гола при домакинската победа с 2:0 над Монца в първия кръг, а след това вкарва втория гол следващата седмица при друга победа с 2:0 като гост срещу Каляри.
На 30 септември 2023 г., след като заменя Алексис Санчес в 55-ата минута при победата на Интер с 4:0 срещу Салернитана, Мартинес става първият играч в историята на Серия А, който вкарва 4 гола като смяна. На 25 февруари 2024 г. Мартинес вкарва два гола при победата с 4:0 като гост срещу Лече, първият гол е неговият гол номер 100 в Серия А, а вторият неговият 22-ри гол за сезона (само с 23 изиграни мача), надминавайки неговия личен голов рекорд за най-много голове за сезона (21 гола през 2021/22 и 2022/23). На 13 март 2024 г. той пропуска последната дузпа (изпращане на топката над вратата) при загубата на неговия отбор с дузпи от Атлетико Мадрид (3:2) в осминафиналната фаза на Шампионската лига.

## Национален отбор

### Аржентина до 20 г.
През 2017 г. Мартинес представя Аржентина на Южноамериканския младежки футболен шампионат през 2017 г., където завършва като голмайстор на турнира с 5 гола, като по този начин помага на Аржентина да се класира за Световната купа 2017.
Впоследствие той е избран в отбора за Световното първенство, което започва през май 2017 г. При началото на турнира той страда от увреждане на носния му хрущял, след като е ударен с коляно в приятелски мач срещу Виетнам. В резултат на контузията, той стартира мача срещу Англия от пейката и по-късно е отстранен, след като видеотехнологиите показват, че е ударил Фикайо Томори. При това той става първият играч, който трябва да бъде изгонен след видеорефер, а Аржентина губи мача с 0:3. При завръщането си той вкарва за победата с 5:0 срещу Гвинея, макар че головете му не са достатъчни, за да предотвратят елиминирането на Аржентина от групите.

### Аржентина
На 12 март 2018 г. Мартинес получава първата си повиквателна за националния отбор за 2 приятелски мача срещу Италия и Испания. Той прави дебюта си за първият тим на „Албиселесте“ срещу Испания на 27 март 2018 г., като заменя Гонсало Игуаин при поражението с 1:6. През май 2018 г. е част от разширения отбор на Аржентина за Мондиал 2018 в Русия, но не попада сред 23-та избрани.
По-късно същата година той прави своя дебют в приятелски мач победа с 4:0 над Ирак, по време на която отбелязва и първия си международен гол.
През май 2019 г. Мартинес е включен в последния състав на Аржентина от 23-ма играчи на Лионел Скалони за Копа Америка 2019. В последния групов мач на Аржентина срещу Катар на 23 юни, той вкарва първият гол при победата с 2:0, което им позволява да преминат към елиминационните фази на състезанието. На 28 юни, в четвъртфиналите на турнира, Мартинес вкарва първият гол при победата с 2:0 над Венецуела със задна ножица в първите десет минути на мача; по-късно той е обявен за играч на мача и победата позволява на Аржентина да премине към полуфиналите.
На 10 септември 2019 г. Мартинес отбелязва първия си хеттрик в приятелски мач срещу Мексико, който Аржентина печели с 4:0.
На 28 юни 2021 г. вкара последния гол на Аржентина при победата с 4:1 над Боливия в последния групов мач на своята нация от Копа Америка 2021 г. На 3 юли вкарва втория гол при победата с 3:0 над Еквадор в четвъртфиналите на състезанието. На 6 юли Мартинес вкарва първия гол при равенството 1:1 в полуфиналите срещу Колумбия; по-късно вкарва при крайната победа на Аржентина с дузпи с 3:2, за класиране към финала.
На 1 юни 2022 г. Мартинес вкарва първия гол и прави асистенция за Анхел Ди Мария при 3:0 срещу действащия европейски шампион Италия на стадион Уембли във финалисима 2022.
Включен в окончателния състав от 26 играчи за Световното първенство по футбол през 2022 г. от Лионел Скалони. Играе на първенството в Катар, като е титуляр при първите две срещи, едната от които сензационна загуба от Саудитска Арабия. Поради слабото му представяне е изваден от стартовият състав на "гаучосите" до краят на Мондиала за сметка на изгряващата звезда Хулиан Алварес. На 9 декември 2022 г. на четвъртфинала срещу Нидерландия, Лаутаро Мартинес вкарва решителната победна дузпа за 4:3 и праща аржентинците на полуфинал, където отстраняват вицешампиона Хърватия. На 18 декември влиза като резерва и заменя Хулиан Алварес в 102-та минута на финала срещу Франция. След като мачът завършва драматично 2:2 в редовното време и 3:3 в продълженията, при изпълнението на дузпи тимът на Аржентина побеждава Франция с 4:2 и е коронясан за трети път с купата като световен шампион.
На Копа Америка през 2024 г. Мартинес вкарва втория гол на Аржентина при първата победа на отбора над Канада с 2:0. Той отбелязва единствения гол в мача за победата срещу Чили, което позволява на Аржентина да премине към фазата на елиминациите. В последния групов мач на Аржентина срещу Перу, вкарва и двата гола при победата с 2:0. Във финала срещу Колумбия, Мартинес вкарва единствения гол в 112-ата минута на мача по време на продълженията, с това Аржентина побеждава с 1:0 и в крайна сметка спечелва турнира. За своите 5 гола в турнира, той е награден със Златната обувка като най-добър голмайстор на състезанието. 

## Отличия

### Отборни
Интер
- Серия А: 2020/21[28], 2023/24[29]
- Копа Италия: 2021/22, 2022/23
- Суперкопа Италиана: 2021, 2022[30], 2023[31]

### Национален отбор
Аржентина
- Копа Америка: 2021 [32], 2024
- Световно първенство по футбол: 2022
- КОНМЕБОЛ – УЕФА Купа на шампионите: 2022

### Индивидуални
- Лига Европа отбор на сезона: 2019/20[33]
- Златна топка на „Франс Футбол“: Номинация 2021

## Личен живот
От 2016 г. Лаутаро Мартинес има връзка с Агустина Гандолфо, предприемач и фитнес треньор, На 27 май 2023 г. те се оженват във Вила д'Есте (Чернобио) на езерото Комо, Италия. На 1 февруари 2021 г. се ражда първата му дъщеря Нина, а на 7 август 2023 г. – синът му Тео.